# Edward Ka-Spel
Edward Ka-Spel (* 23. Januar 1954 in London als Edward Francis Sharp) ist ein englischer Songwriter und Künstler und Mitbegründer der Band The Legendary Pink Dots, die insbesondere von seiner Stimme geprägt ist.
Er wuchs im Osten Londons auf und ist seit den frühen achtziger Jahren musikalisch aktiv. 1984 im Zuge seiner musikalischen Fortschritte siedelte er nach Amsterdam in den Niederlanden um.

## Stil
Seine stark elektronischen Lieder werden von wave-lastigen Synthies und minimalistischen Drums, der Stimme und Akzent gebildet. Gleich den Schöpfungen der Legendary Pink Dots sind die Alben von verschiedensten Stilen geprägt und eigentlich, in Form und Inhalt, eine Art musikalische Rundreise. Sämtliche Projekte begleiten die Alben und Konzerte seiner Solo- und Bandkarriere, die sich im Stile der Avantgarde der Achtziger immer wieder neu erfinden und doch starken Wiedererkennungswert behalten.
Weitere Projekte sind The Tear Garden und Mimir.

## Diskographie

### Alben
- 1984: Laugh China Doll
- 1985: Eyes! China Doll
- 1985: Chyekk China Doll
- 1987: Aaazhyd China Doll
- 1987: Apples (Big!) China Doll
- 1988: Khataclimici China Doll
- 1989: Perhaps We’ll Only See a Thin Blue Line…
- 1990: Lyvv China Doll
- 1991: Tanith and the Lion Tree
- 1995: The Scriptures of Illumina
- 1995: Chyekk China Doll / AaΔzhyd China Doll
- 1998: The Blue Room
- 2000: Public Disturbance
- 2000: A Birth Marked Conspiracy
- 2000: Red Letters
- 2001: Needles 3
- 2001: Absence of Evidence
- 2001: Angelus Obscuros
- 2001: Caste O’ Graye Skreeëns
- 2002: O’er a Shalabast’r Tyde Strolt Ay
- 2002: Khalash Nykow China Doll
- 2003: An Unlikely Event
- 2004: Pieces of ∞
- 2005: A Long Red Ladder to the Moon
- 2005: O Darkness! O Darkness!
- 2005: Fragments of Illumina
- 2005: Live at Galerie Komm ins Ohr – Lüneburg, Germany, 1998-06-16
- 2005: Edward Ka-Spel & S/T: Live at the Drones Club
- 2005: Edward Ka-Spel & Silverman: Live in Basel 2005
- 2007: Dream Logik Part One
- 2008: Dream Logik Parts One – Three
- 2008: Dream Logik Part Two
- 2008: The Painted River of Regrets
- 2009: Trapped in Amber
- 2009: Dream Loops
- 2010: The Minus Touch
- 2010: The Silverman / dward Ka-Spel: The Thirty Year Itch
- 2010: Edward Ka-Spel / Armchair Migraine Journey: Transmit Acoustique Abstraction Two
- 2010: Devascapes
- 2010: Edward Ka-Spel & Alena Boykova: Red Sky at Night

### Singles und EPs
- 1984: Dance, China Doll
- 1993: Inferno
- 1995: The Textures of Illumina
- 1996: The Man Who Never Was / Fuse
- 1999: Share the Day / Dream Stealer
- 2001: Meltdown
- 2001: Tony Conrad & Alexandria Gelencser / Edward Ka-Spel: Lactamase 01
- 2002: Lilith and the Rose
- 2002: Clara Rockmore’s Dog
- 2005: Happy New Year
- 2008: Silver Stars featuring The Prophet Edward Ka-Spell: Saturn’s Rings